# Butterfly (telessérie)
Butterfly é uma minissérie britânica criada por Tony Marchant, e produzida pela Red Production Company para a rede ITV. Lançada em 14 de outubro de 2018, a série retrata o drama familiar de pais separados que discordam sobre como lidar com seu filho mais novo, Max, que nasceu menino, mas se identifica como uma menina. Nos papeis principais estão Callum Booth-Ford, Anna Friel e Emmett J. Scanlan.

## Elenco
- Callum Booth-Ford como Maxine Duffy, nome de nascimento Max.
- Anna Friel como Vicky Duffy, mãe de Maxine.
- Emmett J. Scanlan como Stephen Duffy, pai de Maxine.
- Millie Gibson como Lily Duffy, irmã de Maxine.
- Alison Steadman como Barbara Pannell, mãe de Vicky.
- Seán McGinley como Peter Duffy, pai de Stephen.

## Recepção
A série tem 93% de aprovação no Rotten Tomatoes, com nota 7,33/10 baseada em 14 avaliações. O consenso geral diz que "pensativo, emocionante e revelador, Butterfly aborda efetivamente as nuances da identidade de gênero com um cuidadoso equilíbrio de sensibilidade e realismo".
The Independent deu à série quatro de cinco estrelas, com o primeiro episódio recebendo quatro estrelas no The Guardian e três no The Telegraph e The Times, e os dois episódios seguintes recebendo quatro e três estrelas no The Times, respectivamente. A minissérie foi amplamente elogiada por seu tema e descrita como inovadora, envolvente e emocionante de assistir.